# 笑一笑～
《笑一笑 〜》（日语：笑一笑 〜シャオイーシャオ!〜）是桃色幸運草Z（ももいろクローバーZ）的第18張單曲。於2018年4月11日發售。此歌曲亦是動畫電影《蠟筆小新：功夫小子〜拉麵大亂鬥〜》的主題曲。

## 外部連結
- 官方網站 （页面存档备份，存于）（日語）